# Dickthomssenit
Dickthomssenit ist ein sehr selten vorkommendes Mineral aus der Mineralklasse der „Oxide (sowie Hydroxide, V[5,6]-Vanadate, Arsenite, Antimonite, Bismutite, Sulfite, Selenite, Tellurite und Iodate)“. Er kristallisiert im monoklinen Kristallsystem mit der idealisierten chemischen Zusammensetzung Mg(V2O6)·7H2O und ist damit chemisch gesehen ein wasserhaltiges Magnesium-Divanadat.
Dickthomssenit bildet bis 0,25 mm lange nadelige sowie bis 0,5 × 1,5 mm große plattig-kurzprismatische Kristalle, die zu radialfaserigen Aggregaten von 5 mm Größe zusammentreten, welche Flächen von 1,5 × 2,5 cm bedecken können.
Die Typlokalität des Dickthomssenits ist die 16 km östlich von La Sal liegende Uran-Vanadium-Lagerstätte „Firefly-Pigmay“ (Koordinaten der U-V-Lagerstätte Firefly–Pigmay) im San Juan County, Utah, USA.

## Etymologie und Geschichte
Um die Jahrtausendwende fand der Mineralsammler und Hobbymineraloge Joseph Marty aus Salt Lake City/Utah westlich des Hauptstollens der „Firefly-Pigmay Mine“ in Überkrustungen auf Sandstein ein hell goldbraunes Mineral, welches er nicht identifizieren konnte. Nach der Bestimmung der physikalischen Eigenschaften und der chemischen Zusammensetzung sowie intensiven röntgendiffraktometrischen und strukturellen Untersuchungen durch ein Wissenschaftlerteam um John M. Hughes vom Department of Geology der Miami University in Oxford, Ohio, wurde das Mineral der International Mineralogical Association (IMA) unter der vorläufigen Bezeichnung IMA 2000-047 vorgelegt, die es im Jahre 2000 als neues Mineral anerkannte. Im Jahre 2008 erfolgte die wissenschaftliche Erstbeschreibung dieses Minerals durch ein Team aus US-amerikanischen Wissenschaftlern mit John M. Hughes, Forrest Cureton, Joseph Marty, Robert A. Gault, Mickey E. Gunter, Charles F. Campana, John Rakovan, André Sommer und Matthew E. Brueseke im kanadischen Wissenschaftsmagazin „The Canadian Mineralogist“ als Dickthomssenit (englisch Dickthomssenite). Sie benannten das Mineral nach dem US-amerikanischen Lagerstättengeologen und Consulting Geologist Richard („Dick“) Wyatt Thomssen (* 1933) aus Dayton, Nevada/USA. Thomssen war u. a. Associate Editor des „The Mineralogical Record“ (1978–1988), President und Executive Director des Mineralogical Record, Inc. (1983–1988) und Editor des „International Micromounter’s Journal“ (1994 bis heute).
Das Typmaterial für Dickthomssenit wird in der Sammlung des zur Smithsonian Institution gehörenden National Museum of Natural History, Washington, D.C., aufbewahrt.

## Klassifikation
Die mittlerweile veraltete, aber teilweise noch gebräuchliche 8. Auflage der Mineralsystematik nach Strunz führt den Dickthomssenit noch nicht auf. Er würde wahrscheinlich zur Mineralklasse „Oxide und Hydroxide“ und dort zur Familie der „Vanadin-Hydroxide“ gehören, wo er zusammen mit Barnesit, Corvusit, Fernandinit, Grantsit, Hendersonit, Hewettit, Metahewettit, Metarossit und Rossit die Rossit-Hewettit-Gruppe mit der System-Nr. IV/F.09 gebildet hätte.
Die seit 2001 gültige und von der International Mineralogical Association (IMA) verwendete 9. Auflage der Strunz’schen Mineralsystematik ordnet den Dickthomssenit in die Mineralklasse der „Oxide (sowie Hydroxide, V[5,6]-Vanadate, Arsenite, Antimonite, Bismutite, Sulfite, Selenite, Tellurite und Iodate)“ und dort in die Abteilung der „V[5,6]-Vanadate“ ein. Diese ist allerdings weiter unterteilt nach der Struktur der Vanadatkomplexe, so dass das Mineral entsprechend seinem Aufbau in der Unterabteilung „Kettenvanadate (Inovanadate)“ zu finden ist, wo es als einziges Mitglied die unbenannte Gruppe 4.HD.25 bildet.
Die vorwiegend im englischen Sprachraum gebräuchliche Systematik der Minerale nach Dana ordnet den Dickthomssenit dagegen in die Klasse der „Phosphate, Arsenate und Vanadate“ und dort in die Abteilung der „Vanadium-Oxysalze“ ein. Dort ist er als einziges Mitglied in der unbenannten Gruppe 47.01.04 innerhalb der Unterabteilung „Vanadium-Oxysalze (Normal VO3)“ zu finden.

## Chemismus
Mittelwerte aus Mikrosondenanalysen an Dickthomssenit von der Typlokalität lieferten 15,38 % MgO; 0,46 % FeO; 73,92 % V2O5 und 10,24 % H2O (ermittelt aus der Differenz zu 100 %). Aus den Mikrosondenanalysen wurde auf der Basis von zwei Vanadium-Atomen die empirische Formel (Mg0,94Fe0,02)Σ=0,96V2O6·1,4H2O ermittelt. Aufgrund der schnellen Dehydratation von Dickthomssenit unter dem Elektronenstrahl sind jedoch die Gehalte der Metalle zu hoch und damit der durch Differenz bestimmte Wassergehalt zu niedrig. Auf der Basis von 13 Anionen (wie es aus der Strukturanalyse abzuleiten ist) ergibt sich dagegen die empirische Formel (Mg0,95Fe0,02)Σ=0,97V2,01O6·7H2O, die sich zu Mg(V2O6)·7H2O idealisieren lässt und Gehalte von 11,57 % MgO; 52,22 % V2O5 und 36,21 % H2O erfordert.
Unter allen bekannten Mineralen weist lediglich Okieit, Mg3[V10O28]·28H2O, die gleiche Elementkombination Mg–V–O–H wie Dickthomssenit auf. Chemisch ähnlich sind hingegen u. a. Ammoniolasalit, (NH4)2Mg2(H2O)20[V10O28]; Bluestreakit, K4Mg2(V4+2V5+8O28)·14H2O; Huemulit, Na4Mg(V10O28)·24H2O; Hummerit, K2Mg2(V10O28)·16H2O; Lasalit, Na2Mg2(V10O28)·20H2O; Magnesiopascoit, Ca2Mg(V10O28)·16H2O; und vanadiumhaltiger Adelit, CaMg([As,V]O4)(OH).
Metarossit, Ca(V2O6)·2H2O, lässt sich als wasserärmeres Ca-dominantes Analogon und Ansermetit, Mn2+(V2O6)·4H2O, als wasserärmeres Mn2+-dominantes Analogon des Mg-dominierten Dickthomssenit auffassen.

## Kristallstruktur
Dickthomssenit kristallisiert im monoklinen Kristallsystem in der Raumgruppe C2/c (Raumgruppen-Nr. 15) mit den Gitterparametern a = 38,954 Å, b = 7,2010 Å, c = 16,3465 Å und β = 97,602° sowie sechzehn Formeleinheiten pro Elementarzelle.
Neueren Untersuchungen zufolge ist die Einheitszelle triklin und um die a-Achse verzwillingt. Die monokline Einheitszelle von John M. Hughes und Kollegen entsteht durch Verdopplung der b-Achse und anschließende Transformierung.
Die Kristallstruktur des Dickthomssenits besteht aus parallel [010] orientierten Endlos-Ketten von V2O6-Divanadat-Polyedern mit gemeinsamen Kanten, die [2 + 3]-koordinierte Vanadium-Atome enthalten. Diese [010]-Ketten sind in der Ebene (100) durch Mg1[O2(H2O)4]-Oktaeder über gemeinsame Ecken verknüpft, wobei deren zentrales Mg-Atom mit den Sauerstoff-Atomen der Divanadat-Ketten und den vier ungeteilten Vertices der Oktaeder, die durch den Sauerstoff der H2O-Moleküle gebildet werden, verbunden ist.
| Kristallstruktur von Dickthomssenit |
| - Räumliche Darstellung in der kristallographischen Standardausrichtung - Mit Blickrichtung parallel zur a-Achse - Mit Blickrichtung parallel zur b-Achse - Mit Blickrichtung parallel zur c-Achse |
| Farblegende: _ V 0 _ Mg 0 _ O 0 _ H |

Dickthomssenit besitzt eine sehr vollkommene Spaltbarkeit nach {100}, wobei die Spaltflächen aufeinanderfolgende Vanadat-Mg-Oktaeder-Schichten voneinander separieren. Die dazwischenliegenden Schichten bestehen aus H2O-Molekülen sowie Mg2(H2O)6- und Mg3(H2O)6-Oktaedern, wobei kein Mg-Oktaeder mit anderen Polyedern außer durch Wasserstoffbrückenbindungen verknüpft ist.
Insgesamt wird im Dickthomssenit die Struktureinheit durch die zwei [V2O6]-Dimere und die Zwischenräume bildende Einheit durch [[6]Mg2(H2O)10(H2O)0]4+ gebildet, wobei die vier ungebundenen H2O-Moleküle die Einheitszelle komplettieren.

## Eigenschaften

### Morphologie
Dickthomssenit findet sich als Überzug auf Sandsteinen, die lokal organisches Material einschließlich Resten von Holz enthalten, welches stellenweise eine Uran- und Vanadiummineralisation führt. Das Mineral bildet bis 0,25 mm lange, nadelige Kristalle oder 0,5 × 1,5 mm große, kurzprismatische Kristalle mit basalen Endflächen. Die Kristalle sind typischerweise zu radialfaserigen Gruppen von circa 5 mm Durchmesser angeordnet, wobei massive Überzüge von 1,5 × 2,5 cm Größe entstehen.

### Physikalische und chemische Eigenschaften
Die Kristalle des Dickthomssenits sind hell goldbraun, während ihre Strichfarbe immer weiß ist. Die Oberflächen der durchscheinenden Kristalle zeigen einen charakteristischen glasartigen Glanz. Dickthomssenit besitzt entsprechend diesem Glasglanz eine mittelhohe Lichtbrechung (nα = 1,6124; nβ = 1,6740; nγ = 1,7104) und eine sehr hohe Doppelbrechung (δ = 0,0980).
Letztere zählt zu den höchsten Doppelbrechungen, die an zweiachsigen Mineralen gemessen worden sind.
Dickthomssenit zeigt eine sehr vollkommene Spaltbarkeit nach {100}, bricht aber aufgrund seiner Sprödigkeit ähnlich wie gediegen Gold, wobei die Bruchflächen hakig ausgebildet sind.
Das Mineral weist eine Mohshärte von 2,5 auf und gehört damit zu den weichen Mineralen, die sich ähnlich gut wie die Referenzminerale Gips (Härte 2) mit dem Fingernagel bzw. Calcit (Härte 3) mit einer Kupfermünze ritzen lassen. Die gemessene Dichte für Dickthomssenit ist > 1,96 g/cm³ und < 2,09 g/cm³ (gemessen), die berechnete Dichte beträgt 2,037 g/cm³.
Dickthomssenit-Kristalle fluoreszieren weder im kurzwelligen noch im langwelligen UV-Licht.
Unter dem Elektronenstrahl zeigt das Mineral eine schnelle Dehydratation. Zum Verhalten des Minerals vor dem Lötrohr oder gegenüber Säuren und Laugen existieren keine Angaben.

## Bildung und Fundorte
Als sehr seltene Mineralbildung wurde der Dickthomssenit bisher (Stand 2019) lediglich von sechs Fundpunkten beschrieben. Die Typlokalität für Dickthomssenit ist die seit 1956 stillliegende Uran-Vanadium-Lagerstätte „Firefly-Pigmay“, die sich 16 km östlich von La Sal im San Juan County in Utah, USA, befindet. Es handelt sich um die Oxidationszone einer in Sandsteinen sitzenden U-V-Lagerstätte vom Typ „Colorado-Plateau“.
Dickthomssenit wurde an seiner Typlokalität in Form von Überkrustungen auf Sandstein identifiziert. Die Bildung des Minerals erfolgte offensichtlich erst nach Einstellung der Bergbauaktivitäten infolge der Einwirkung zirkulierender Grundwässer, wie es ähnlich für die Bildung des Pascoits beschrieben wurde. U-V-Minerale sind im Gebiet von La Sal auf bestimmte Schichten im Sandstein (Paläokanäle) beschränkt. Die Erzkörper sind in den meisten Fällen an kalkiges Material gebunden, welches möglicherweise eine reduzierende Umgebung für die in Lösungen enthaltene Vanadyl- und Uranyl-Ionen darstellt. In der „Firefly-Pigmay Mine“ treten sowohl oxidierte als auch nur teilweise oxidierte U-V-Minerale auf. Im Bereich der oberen Abbaue sind hauptsächlich Carnotit und Tyuyamunit vorhanden, während in den unteren, an Grundwasser reichen Abbauen des Bergwerks nicht oxidierte Minerale wie Uraninit, Coffinit, Corvusit und Montroseit vorherrschen.
Typische Begleitminerale des Dickthomssenits sind Pascoit, Sherwoodit, gediegen Selen, Bariandit, Devillin, Rossit, Hewettit, Carnotit, Clausthalit, Coffinit, Tyuyamunit, Uraninit, Corvusit, Montroseit, Roscoelith, Galenit, Pyrit und Tennantit.
Neben der Typlokalität existieren noch einige weitere Fundstellen für Dickthomssenit, die sich alle in genetisch ähnlichen Lagerstätten in den US-amerikanischen Bundesstaaten Colorado und Utah befinden.
- die „Packrat Mine“ bei Gateway im Gateway District, Mesa County, Colorado, USA[9]
- die „Little Eva Mine“ und die „Paris No. 25 Mine“ bei Yellow Cat Mesa, Thompsons District (S. E. Thomsons), Grand County, Utah, USA[10]
- die „Vanadium Queen Mine“ bei La Sal im La Sal District (Paradox Valley District), San Juan Co., Utah, USA
- die „Blue Cap Mine“ im Lion Canyon, La Sal District (Paradox Valley District), San Juan Co., Utah, USA[11]

Fundstellen für Dickthomssenit aus Deutschland, Österreich und der Schweiz sind damit unbekannt.

## Verwendung
Dickthomssenit ist aufgrund seiner Seltenheit nur für den Sammler von Mineralen von Interesse.